# Campeonato Europeu de Esportes Aquáticos de 1983
O Campeonato Europeu de Esportes Aquáticos de 1983 foi a 16ª edição do evento organizado pela Liga Europeia de Natação (LEN). A competição foi realizada entre os dias 22 e 27 de agosto de 1983 no Stadio Olimpico del Nuoto, em Roma na Itália. 

## Medalhistas

### Natação
Masculino
| Evento          | Ouro                                                                                          | Ouro     | Prata                                                                              | Prata    | Bronze                                                                                 | Bronze   |
| 100 m Livre     | Per Johansson · Suécia                                                                        | 50.20    | Jörg Woithe · Alemanha Oriental                                                    | 50.29    | Sergey Smiriagin · União Soviética                                                     | 50.35    |
| 200 m Livre     | Michael Groß · Alemanha Ocidental                                                             | 1:47.87  | Jörg Woithe · Alemanha Oriental                                                    | 1:50.18  | Thomas Fahrner · Alemanha Ocidental                                                    | 1:50.92  |
| 400 m Livre     | Vladimir Salnikov · União Soviética                                                           | 3:49.80  | Borut Petrič · Iugoslávia                                                          | 3:51.96  | Darjan Petrič · Iugoslávia                                                             | 3:52.60  |
| 1500 m Livre    | Vladimir Salnikov · União Soviética                                                           | 15:08.84 | Borut Petrič · Iugoslávia                                                          | 15:14.54 | Stefan Pfeiffer · Alemanha Ocidental                                                   | 15:16.85 |
| 100 m Costas    | Dirk Richter · Alemanha Oriental                                                              | 56.10    | Vladimir Shemetov · União Soviética                                                | 56.38    | Sergei Zabolotnov · União Soviética                                                    | 56.95    |
| 200 m Costas    | Sergei Zabolotnov · União Soviética                                                           | 2:01.00  | Sándor Wladár · Hungria                                                            | 2:01.61  | Frank Baltrusch · Alemanha Oriental                                                    | 2:02.46  |
| 100 m Peito     | Robertas Žulpa · União Soviética                                                              | 1:03.32  | Adrian Moorhouse · Reino Unido                                                     | 1:03.37  | Gerald Mörken · Alemanha Ocidental                                                     | 1:04.16  |
| 200 m Peito     | Adrian Moorhouse · Reino Unido                                                                | 2:17.49  | Albán Vermes · Hungria                                                             | 2:18.27  | Robertas Žulpa · União Soviética                                                       | 2:18.72  |
| 100 m Borboleta | Michael Groß · Alemanha Ocidental                                                             | 54.00    | David López-Zubero · Espanha                                                       | 54.77    | Aleksey Markovsky · União Soviética                                                    | 54.81    |
| 200 m Borboleta | Michael Groß · Alemanha Ocidental                                                             | 1:57.05  | Sergey Fesenko · União Soviética                                                   | 1:59.74  | Paolo Revelli · Itália                                                                 | 1:59.84  |
| 200 m Medley    | Giovanni Franceschi · Itália                                                                  | 2:02.48  | Jens-Peter Berndt · Alemanha Oriental                                              | 2:02.95  | Josef Hladký · Tchecoslováquia                                                         | 2:03.55  |
| 400 m Medley    | Giovanni Franceschi · Itália                                                                  | 4:20.41  | Jens-Peter Berndt · Alemanha Oriental                                              | 4:20.81  | Josef Hladký · Tchecoslováquia                                                         | 4:23.52  |
| 4x100 m Livre   | União Soviética · Sergey Smiriagin · Sergey Krasyuk · Volodymyr Tkachenko · Aleksey Markovsky | 3:20.89  | Suécia · Thomas Lejdström · Per Johansson · Per Holmertz · Per Wikström            | 3:22.02  | Alemanha Oriental · Jörg Woithe · Dirk Richter · Rainer Sternal · Sven Lodziewski      | 3:23.02  |
| 4x200 m Livre   | Alemanha Ocidental · Thomas Fahrner · Alexander Schowtka · Andreas Schmidt · Michael Groß     | 7:20.40  | Alemanha Oriental · Dirk Richter · Jörg Woithe · Rainer Sternal · Sven Lodziewski  | 7:23.01  | Itália · Paolo Revelli · Marcello Guarducci · Raffaelle Franceschi · Fabrizio Rampazzo | 7:26.01  |
| 4x100 m Medley  | União Soviética · Vladimir Shemetov · Robertas Žulpa · Aleksey Markovsky · Sergey Smiriagin   | 3:43.99  | Alemanha Ocidental · Stefan Peter · Gerald Mörken · Michael Groß · Andreas Schmidt | 3:44.79  | Alemanha Oriental · Dirk Richter · Sigurd Hanke · Andreas Ott · Jörg Woithe            | 3:45.54  |

Feminino
| Evento          | Ouro                                                                                | Ouro    | Prata                                                                                           | Prata   | Bronze                                                                                          | Bronze  |
| 100 m Livre     | Birgit Meineke · Alemanha Oriental                                                  | 55.18   | Kristin Otto · Alemanha Oriental                                                                | 55.52   | Conny van Bentum · Países Baixos                                                                | 56.61   |
| 200 m Livre     | Birgit Meineke · Alemanha Oriental                                                  | 1:59.45 | Astrid Strauss · Alemanha Oriental                                                              | 2:00.16 | Conny van Bentum · Países Baixos                                                                | 2:00.61 |
| 400 m Livre     | Astrid Strauss · Alemanha Oriental                                                  | 4:08.07 | Anke Sonnenbrodt · Alemanha Oriental                                                            | 4:10.37 | Irina Laricheva · União Soviética                                                               | 4:12.90 |
| 800 m Livre     | Astrid Strauss · Alemanha Oriental                                                  | 8:32.12 | Anke Sonnenbrodt · Alemanha Oriental                                                            | 8:37.72 | Sarah Hardcastle · Reino Unido                                                                  | 8:40.44 |
| 100 m Costas    | Ina Kleber · Alemanha Oriental                                                      | 1:01.79 | Cornelia Sirch · Alemanha Oriental                                                              | 1:02.46 | Carmen Bunaciu · Roménia                                                                        | 1:03.08 |
| 200 m Costas    | Cornelia Sirch · Alemanha Oriental                                                  | 2:12.05 | Katrin Zimmermann · Alemanha Oriental                                                           | 2:13.36 | Larisa Gortschakova · União Soviética                                                           | 2:14.41 |
| 100 m Peito     | Ute Geweniger · Alemanha Oriental                                                   | 1:08.51 | Sylvia Gerasch · Alemanha Oriental                                                              | 1:09.62 | Tanya Bogomilova · Bulgária                                                                     | 1:10.77 |
| 200 m Peito     | Ute Geweniger · Alemanha Oriental                                                   | 2:30.64 | Sylvia Gerasch · Alemanha Oriental                                                              | 2:30.67 | Olga Zelenkova · União Soviética                                                                | 2:33.10 |
| 100 m Borboleta | Ines Geißler · Alemanha Oriental                                                    | 1:00.31 | Cornelia Polit · Alemanha Oriental                                                              | 1:00.92 | Cinzia Savi Scarponi · Itália                                                                   | 1:01.37 |
| 200 m Borboleta | Cornelia Polit · Alemanha Oriental                                                  | 2:07.82 | Ines Geißler · Alemanha Oriental                                                                | 2:08.09 | Conny van Bentum · Países Baixos                                                                | 2:12.87 |
| 200 m Medley    | Ute Geweniger · Alemanha Oriental                                                   | 2:13.07 | Kathleen Nord · Alemanha Oriental                                                               | 2:15.55 | Irina Gerassimova · União Soviética                                                             | 2:16.72 |
| 400 m Medley    | Kathleen Nord · Alemanha Oriental                                                   | 4:39.95 | Petra Schneider · Alemanha Oriental                                                             | 4:40.34 | Petra Zindler · Alemanha Ocidental                                                              | 4:47.90 |
| 4x100 m Livre   | Alemanha Oriental · Kristin Otto · Susanne Link · Cornelia Sirch · Birgit Meineke   | 3:44.72 | Países Baixos · Annemarie Verstappen · Wilma van Velsen · Elles Voskes · Conny van Bentum       | 3:48.24 | Alemanha Ocidental · Karin Seick · Susanne Schuster · Iris Zscherpe · Ina Beyermann             | 3:49.86 |
| 4x200 m Livre   | Alemanha Oriental · Kristin Otto · Astrid Strauss · Cornelia Sirch · Birgit Meineke | 8:02.27 | Alemanha Ocidental · Jutta Kalweit · Birgit Kowalczyk · Petra Zindler · Ina Beyermann           | 8:11.69 | Países Baixos · Annemarie Verstappen · Jolande van der Meer · Reggie de Jong · Conny van Bentum | 8:12.41 |
| 4x100 m Medley  | Alemanha Oriental · Ina Kleber · Ute Geweniger · Ines Geißler · Birgit Meineke      | 4:05.79 | Países Baixos · Jolanda de Rover · Petra van Staveren · Annemarie Verstappen · Conny van Bentum | 4:12.78 | Alemanha Ocidental · Svenja Schlicht · Ute Hasse · Ina Beyermann · Karin Seick                  | 4:13.25 |

### Nado sincronizado
Feminino
| Evento | Ouro                                       | Ouro    | Prata                                                  | Prata   | Bronze                                           | Bronze  |
| Solo   | Carolyn Wilson · Reino Unido               | 180.333 | Muriel Hermine · França                                | 172.767 | Gudrun Hänisch · Alemanha Ocidental              | 172.600 |
| Dueto  | Reino Unido · Amanda Dodd · Carolyn Wilson | 174.667 | Alemanha Ocidental · Gudrun Hänisch · Gerlind Scheller | 168.634 | Países Baixos · Catrien Eijken · Marijke Engelen | 168.600 |
| Equipe | Reino Unido                                | 168.342 | Países Baixos                                          | 163.577 | Alemanha Ocidental                               | 159.381 |

### Saltos Ornamentais
Masculino
| Evento          | Ouro                                 | Ouro   | Prata                                | Prata  | Bronze                            | Bronze |
| Trampolim 3 m   | Petar Georgiev · Bulgária            | 619.80 | Nikolay Droshin · União Soviética    | 618.87 | Chris Snode · Reino Unido         | 610.17 |
| Plataforma 10 m | David Ambartsumyan · União Soviética | 605.79 | Vyacheslav Troshin · União Soviética | 563.31 | Steffen Haage · Alemanha Oriental | 559.41 |

Feminino
| Evento          | Ouro                             | Ouro   | Prata                                  | Prata  | Bronze                            | Bronze |
| Trampolim 3 m   | Brita Baldus · Alemanha Oriental | 494.88 | Tatyana Alyabeva · União Soviética     | 493.14 | Daphne Jongejans · Países Baixos  | 461.10 |
| Plataforma 10 m | Alla Lobankina · União Soviética | 455.52 | Anzhela Stasyulevich · União Soviética | 448.56 | Ramona Wenzel · Alemanha Oriental | 410.91 |

### Polo Aquático
| Evento    | Ouro            | Prata   | Bronze  |
| Masculino | União Soviética | Hungria | Espanha |

## Quadro de medalhas
| Ordem | País               | Medalha de ouro | Medalha de prata | Medalha de bronze | Total |
| ----- | ------------------ | --------------- | ---------------- | ----------------- | ----- |
| 1     | Alemanha Oriental  | 17              | 17               | 5                 | 39    |
| 2     | União Soviética    | 9               | 6                | 8                 | 23    |
| 3     | Alemanha Ocidental | 4               | 3                | 8                 | 15    |
| 4     | Reino Unido        | 4               | 1                | 2                 | 7     |
| 5     | Itália             | 2               | 0                | 3                 | 5     |
| 6     | Suécia             | 1               | 1                | 0                 | 2     |
| 7     | Bulgária           | 1               | 0                | 1                 | 2     |
| 8     | Países Baixos      | 0               | 3                | 6                 | 9     |
| 9     | Hungria            | 0               | 3                | 0                 | 3     |
| 10    | Iugoslávia         | 0               | 2                | 1                 | 3     |
| 11    | Espanha            | 0               | 1                | 1                 | 2     |
| 12    | França             | 0               | 1                | 0                 | 1     |
| 13    | Tchecoslováquia    | 0               | 0                | 2                 | 2     |
| 14    | Roménia            | 0               | 0                | 1                 | 1     |
| Total | Total              | 38              | 38               | 38                | 114   |

Legenda
| Recorde mundial       | Recorde mundial (World record)               |                       | Recorde africano                      | Recorde africano (African) |                                           | Q | Classificado por posição (Qualified) |
| Recorde do campeonato | Recorde do campeonato (Championship record)  | Recorde da América    | Recorde da América (Americas)         | q                          | Classificado por melhor tempo (Qualified) |   |                                      |
| Melhor marca do ano   | Melhor marca do ano (World leading)          | Recorde asiático      | Recorde asiático (Asian)              | DNS                        | Não largou (Did not start)                |   |                                      |
| Recorde nacional      | Recorde nacional (National record)           | Recorde europeu       | Recorde europeu (European)            | DNF                        | Não terminou (Did not finish)             |   |                                      |
| Recorde pessoal       | Recorde pessoal do atleta (Personal best)    | Recorde da Oceania    | Recorde da Oceania (Oceania)          | DSQ / DQ                   | Desclassificado (Disqualified)            |   |                                      |
| Recorde da temporada  | Recorde da temporada do atleta (Season best) | Recorde sul-americano | Recorde sul-americano (South America) | NM                         | Sem marca (No mark)                       |   |                                      |